# Aprendizaje por imitación
El aprendizaje por imitación es un tipo de aprendizaje social por el que se adquieren nuevos comportamientos mediante la imitación. La imitación contribuye a la comunicación, la interacción social y la capacidad de modular las propias emociones para tener en cuenta las emociones de los demás, y es "esencial para un desarrollo sensoriomotor y un funcionamiento social sanos". El aprendizaje por imitación desempeña un papel importante en el desarrollo cultural de los seres humanos. El aprendizaje imitativo se diferencia del observacional en que requiere una duplicación del comportamiento exhibido por el modelo, mientras que el aprendizaje observacional puede producirse cuando el alumno observa un comportamiento no deseado y sus consecuencias subsiguientes y, como resultado, aprende a evitar ese comportamiento.

## En animales
En el nivel más básico, la investigación llevada a cabo por A.L. Saggerson, David N. George y R.C. Honey demostró que las palomas eran capaces de aprender un proceso básico que conduciría a la entrega de una recompensa observando a una paloma demostradora. Una paloma demostradora fue entrenada para picotear un panel en respuesta a un estímulo (por ejemplo, una luz roja) y saltar sobre el panel en respuesta a un segundo estímulo (por ejemplo, una luz verde). Una vez que la paloma demostradora fue capaz de realizar esta tarea, se colocaron otras palomas aprendices en una cámara de observación vigilada por vídeo. Después de cada segundo ensayo observado, estas palomas aprendices fueron colocadas individualmente en la caja de la paloma demostradora y se les presentó la misma prueba. Las palomas aprendices mostraron un rendimiento competente en la tarea, por lo que se concluyó que las palomas aprendices habían formado una asociación respuesta-resultado mientras observaban. Sin embargo, los investigadores señalaron que una interpretación alternativa de estos resultados podría ser que las palomas aprendices habían adquirido asociaciones resultado-respuesta que guiaban su comportamiento y que era necesario realizar más pruebas para establecer si esta era una alternativa válida.
Un estudio similar fue realizado por Chesler, que comparó gatitos que aprendían a pulsar una palanca para obtener comida después de ver a su madre hacerlo con gatitos que no lo habían hecho. Se presentaba un estímulo en forma de luz parpadeante, tras lo cual el gatito tenía que pulsar una palanca para obtener una recompensa en forma de comida. El experimento probó las respuestas de tres grupos de gatitos: los que observaron primero la actuación de su madre antes de intentar la tarea, los que observaron la actuación de una hembra extraña y los que no tuvieron demostrador y tuvieron que completarla por ensayo y error (el grupo de control). El estudio descubrió que los gatitos que observaron a su madre antes de intentar la tarea adquirieron la respuesta de pulsar la palanca más rápidamente que los gatitos que observaron la respuesta de una hembra extraña. Los gatitos que realizaron la tarea por ensayo y error nunca adquirieron la respuesta. Este resultado sugiere que los gatitos aprendieron imitando a un modelo. El estudio también especula si la primacía del aprendizaje imitativo, frente al ensayo y error, se debió a una respuesta social y biológica a la madre (un tipo de sesgo de aprendizaje).
La cuestión de si la imitación real se produce en los animales es un tema debatido. Para que una acción sea un caso de aprendizaje imitativo, un animal debe observar y reproducir el patrón específico de movimientos producido por el modelo. Algunos investigadores han propuesto pruebas de que la verdadera imitación no se produce en animales no primates, y que el aprendizaje observacional exhibido implica medios menos complejos desde el punto de vista cognitivo, como el aumento del estímulo.
Los chimpancés son más propensos a aprender por emulación que por verdadera imitación. La excepción son los chimpancés cultivados, que son chimpancés criados como si fueran niños. En un estudio de Buttelman et al. se observó que los chimpancés cultivados se comportaban de forma similar a los niños pequeños e imitaban incluso las acciones que no servían para alcanzar el objetivo deseado. En otros estudios de imitación verdadera, los chimpancés cultivados llegaron a imitar el comportamiento de un modelo tiempo después de haberlo observado inicialmente.

## En humanos
El aprendizaje imitativo está bien documentado en los seres humanos, a los que se suele utilizar como grupo de comparación en los estudios sobre el aprendizaje imitativo en primates. Un estudio de Horner y Whiten comparó las acciones de chimpancés (no cultivados) con las de niños humanos y descubrió que los niños imitaban más acciones de las necesarias. En el estudio, se mostró a niños y chimpancés de entre 3 y 4 años una serie de acciones para abrir una caja opaca con una recompensa en su interior. Dos de las acciones eran necesarias para abrir la caja, pero una no lo era, aunque los sujetos no lo sabían. Un demostrador realizó las tres acciones para abrir la caja, tras lo cual tanto los chimpancés como los niños intentaron la tarea. Tanto los niños como los chimpancés copiaron los tres comportamientos y recibieron la recompensa dentro de la caja. En la siguiente fase del estudio se utilizó una caja transparente en lugar de la opaca. Debido a la transparencia de esta caja, se podía ver claramente que una de las tres acciones no era necesaria para recibir la recompensa. Los chimpancés no realizaron la acción innecesaria y sólo realizaron las dos acciones necesarias para conseguir el objetivo deseado. Los pequeños imitaron las tres acciones, a pesar de que podrían haber ignorado selectivamente las acciones irrelevantes.
Una explicación es que los humanos seguimos convenciones. Un estudio de Clegg y Legare lo puso a prueba demostrando a niños pequeños un método para hacer un collar. En las demostraciones, el modelo añadía un paso que no era necesario para lograr el objetivo final de completar el collar. En una demostración, la modelo utilizó una señal lingüística para informar a los niños de que la elaboración del collar es instrumental, por ejemplo: "Voy a hacer un collar. Vamos a ver lo que hago. Voy a hacer un collar". En otra demostración, la modelo utilizó claves lingüísticas para dar a entender que estaban haciendo el collar según la convención, por ejemplo: "Yo siempre lo hago así. Todo el mundo lo hace siempre así. Observemos lo que hago. Todo el mundo lo hace siempre así". En la condición convencional, los niños copiaron el modelo con mayor fidelidad, incluido el paso innecesario. En la condición instrumental, no copiaron el paso innecesario. El estudio sugiere que los niños disciernen cuándo imitar, considerando la convención como una razón destacada para copiar un comportamiento con el fin de encajar en la convención. Tomar las señales del comportamiento adecuado de las acciones de los demás, en lugar de utilizar un juicio independiente, se denomina sesgo de conformidad.
Investigaciones recientes han demostrado que los seres humanos también están sujetos a otros sesgos a la hora de seleccionar el comportamiento a imitar. Los humanos imitan a personas que consideran que tienen éxito en el campo en el que ellos también quieren tener éxito (sesgo del éxito), así como a personas respetadas y prestigiosas de las que otros aprenden preferentemente (sesgo del prestigio). En un estudio de Chudek y otros, se utilizó una señal atencional para indicar a los niños que un modelo concreto era prestigioso. En un experimento con dos modelos que jugaban con un juguete de formas diferentes, el prestigio se indicaba mediante dos observadores que miraban al modelo prestigioso durante 10 segundos. El estudio descubrió que los niños captaban la señal que indicaba prestigio e imitaban preferentemente al modelo prestigioso. El estudio sugiere que estos sesgos ayudan a los humanos a captar señales directas e indirectas de que un individuo posee conocimientos que merece la pena aprender.
Estas señales pueden llevar a los seres humanos a imitar comportamientos nocivos. Los suicidios por imitación se producen cuando la persona que intenta suicidarse copia el método de un intento de suicidio del que ha oído hablar o que ha visto en los medios de comunicación, observándose un aumento significativo de los intentos tras los suicidios de famosos (véase el efecto Werther). Los suicidios pueden propagarse por las redes sociales como una epidemia debido a que grandes grupos de personas imitan el comportamiento de un modelo o grupo de modelos (véase Blue Whale Challenge).

## En la robótica
El aprendizaje por iniciativa puede utilizarse en robótica como alternativa al aprendizaje por refuerzo tradicional. Los algoritmos tradicionales de aprendizaje por refuerzo parten esencialmente de acciones aleatorias, y se les deja que averigüen por sí mismos la secuencia correcta de acciones para alcanzar el objetivo. Sin embargo, este planteamiento puede fallar en robótica, donde la función de recompensa puede ser extremadamente dispersa (por ejemplo, el robot tiene éxito o fracasa, sin puntos intermedios). Si el éxito requiere que el robot complete una secuencia compleja de acciones, el algoritmo de aprendizaje por refuerzo puede tener dificultades para progresar en el entrenamiento. El aprendizaje por imitación puede utilizarse para crear un conjunto de ejemplos de éxito a partir de los cuales el algoritmo de aprendizaje por refuerzo pueda aprender, haciendo que un investigador humano pilote manualmente el robot y registre las acciones realizadas. Estos ejemplos de éxito pueden guiar al algoritmo de aprendizaje por refuerzo por el camino correcto mejor de lo que lo harían acciones puramente aleatorias.